# Delphinium montanum
Delphinium montanum är en ranunkelväxtart som beskrevs av Dc., Jean-Baptiste de Lamarck och Dc.. Delphinium montanum ingår i släktet storriddarsporrar, och familjen ranunkelväxter. Inga underarter finns listade i Catalogue of Life.

## Bildgalleri

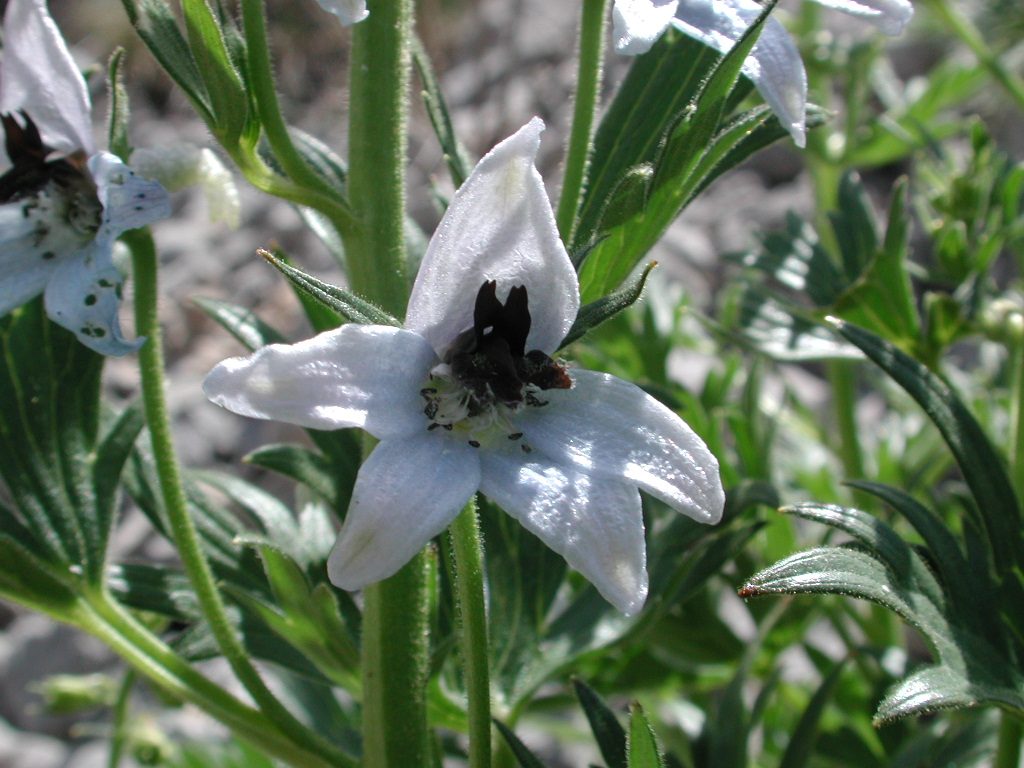
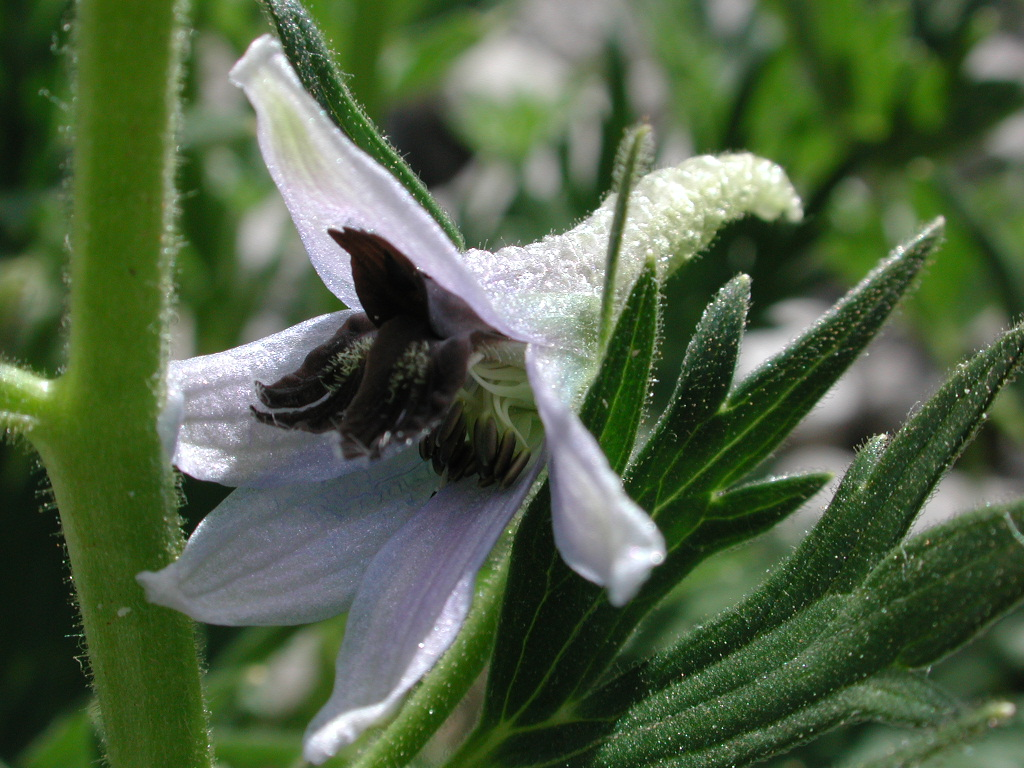
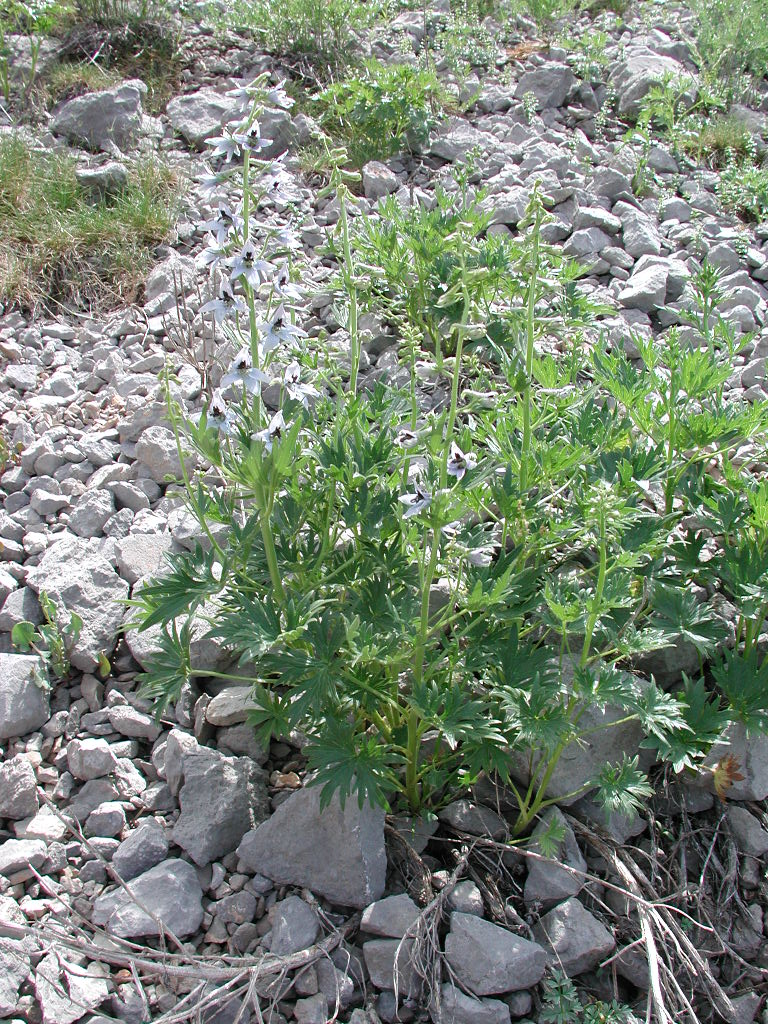